# Madracis asanoi
Madracis asanoi is een rifkoralensoort uit de familie van de Pocilloporidae. De wetenschappelijke naam van de soort is voor het eerst geldig gepubliceerd in 1936 door Yabe & Sugiyama.